# Seaview (Washington)
Seaview az Amerikai Egyesült Államok északnyugati részén, Washington állam Pacific megyéjében elhelyezkedő önkormányzat nélküli település.

## Története
A települést 1859-ben alapította Jonathan Stout bodnár, aki 1880-ban az óceán mentén területet vásárolt egy leendő üdülő számára. Stout később egy vízpartra néző hotelt épített. Seaview létrejöttét 1881 októberében jelentette be a megyei bíróságon.
Az Ilwaco Railway and Navigation Company keskeny nyomtávú vasútvonala 1889-től üzemelt. A nyári vakációra sokan vonattal érkeztek; a South Bend Journal szerint 1900-ban húszezren nyaraltak itt. Az egykori vasútállomás épületében ma étterem működik.

## Nevezetes személyek
- Charles Mulvey, festő[5]
- Henry W. Corbett, szenátor[6]
- Joe Knowles, festő[7]
- Terence O’Donnell, író[8]
- Theodore B. Wilcox, üzletember[9]

## Fordítás
- Ez a szócikk részben vagy egészben  a   Seaview, Washington című angol Wikipédia-szócikk ezen változatának fordításán alapul.  Az eredeti cikk szerkesztőit annak laptörténete sorolja fel. Ez a jelzés csupán a megfogalmazás eredetét és a szerzői jogokat jelzi, nem szolgál a cikkben szereplő információk forrásmegjelöléseként.